# Josef Taieb
Josef Taieb (* 6. August 2005) ist ein österreichischer Fußballspieler.

## Karriere
Taieb begann seine Karriere bei der ISS Admira. Zur Saison 2017/18 wechselte er zur DSG Play Together Now. Zur Saison 2018/19 schloss er sich der DSG Teco7 Technopool. Zur Saison 2019/20 wechselte er zum SV Horn. Im Februar 2022 wechselte er in die Akademie des FK Austria Wien. Nach einem halben Jahr in Favoriten zog er zur Saison 2022/23 weiter in die Akademie des SK Austria Klagenfurt. Im März 2023 spielte er erstmals für die Amateure des Bundesligisten in der Kärntner Liga. Bis zum Ende der Spielzeit kam er zu elf Einsätzen in der vierthöchsten Spielklasse.
Zur Saison 2023/24 wechselte Taieb zum Zweitligisten Floridsdorfer AC. In seiner ersten Spielzeit bei den Wienern kam er aber ausschließlich für die Amateure zum Zug, für die er 28 Mal in der fünftklassigen 2. Landesliga spielte. Im August 2024 gab er schließlich sein Debüt in der 2. Liga, als er am vierten Spieltag der Saison 2024/25 gegen den First Vienna FC in der 88. Minute für Oluwaseun Adewumi eingewechselt wurde.